# Chung kết Giải vô địch bóng đá Đông Nam Á 2022
Trận chung kết Giải vô địch bóng đá Đông Nam Á 2022 là trận đấu cuối cùng của Giải vô địch bóng đá Đông Nam Á 2022, giải đấu bóng đá hàng đầu của Hiệp hội các quốc gia Đông Nam Á (ASEAN) lần thứ 14 được tổ chức bởi Liên đoàn bóng đá Đông Nam Á (AFF).
Trận chung kết được diễn ra theo thể thức hai lượt đi và về giữa hai đội tuyển Việt Nam và Thái Lan. Đây là hai đội bóng được đánh giá mạnh nhất giải và có sự kình địch lớn với nhau trong khu vực. Trận đấu lượt đi được diễn ra tại Việt Nam trên Sân vận động Quốc gia Mỹ Đình vào ngày 13 tháng 1 năm 2023, còn trận đấu lượt về được diễn ra tại Thái Lan trên sân vận động Thammasat vào ngày 16 tháng 1 năm 2023.

## Thông tin chi tiết
- 2 đội trải qua 53 trận liên tiếp, gần đây nhất là ở bán kết AFF Cup 2020, Thái Lan giành chiến thắng 2–0 trong trận lượt đi và hòa 0–0 trong trận lượt về.

- Trên bảng xếp hạng bóng đá nam FIFA tháng 10 năm 2022, Việt Nam xếp thứ 96, còn Thái Lan xếp thứ 111.

## Đường đến chung kết
| Việt Nam    | Việt Nam    | Việt Nam    | Việt Nam    | Vòng đấu                | Thái Lan    | Thái Lan    | Thái Lan    | Thái Lan    |
| ----------- | ----------- | ----------- | ----------- | ----------------------- | ----------- | ----------- | ----------- | ----------- |
| Đội bóng    | Kết quả     | Kết quả     | Kết quả     | Vòng bảng               | Đội bóng    | Kết quả     | Kết quả     | Kết quả     |
| Lào         | 6–0         | 6–0         | 6–0         | Lượt trận 1             | Brunei      | 5–0         | 5–0         | 5–0         |
| Malaysia    | 3–0         | 3–0         | 3–0         | Lượt trận 2             | Philippines | 4–0         | 4–0         | 4–0         |
| Singapore   | 0–0         | 0–0         | 0–0         | Lượt trận 3             | Indonesia   | 1–1         | 1–1         | 1–1         |
| Myanmar     | 3–0         | 3–0         | 3–0         | Lượt đấu 4              | Campuchia   | 3–1         | 3–1         | 3–1         |
| Nhất bảng B | Nhất bảng B | Nhất bảng B | Nhất bảng B | Kết quả vòng bảng       | Nhất bảng A | Nhất bảng A | Nhất bảng A | Nhất bảng A |
| Đội bóng    | TBHL        | Lượt đi     | Lượt về     | Vòng đấu loại trực tiếp | Đội bóng    | TBHL        | Lượt đi     | Lượt về     |
| Indonesia   | 2–0         | 0–0 (A)     | 2–0 (H)     | Bán kết                 | Malaysia    | 3–1         | 0–1 (A)     | 3–0 (H)     |

Ghi chú
- (A): Đội khách
- (H): Đội nhà

## Trận đấu
| Đội 1    | TTS | Đội 2    | Lượt đi | Lượt về |
| -------- | --- | -------- | ------- | ------- |
| Việt Nam | 2–3 | Thái Lan | 2–2     | 0–1     |

### Lượt đi
| Việt Nam                                | 2–2                              | Thái Lan                 |
| --------------------------------------- | -------------------------------- | ------------------------ |
| Nguyễn Tiến Linh 25' · Vũ Văn Thanh 88' | Chi tiết (AFFMEC) Chi tiết (AFF) | Poramet 48' · Sarach 63' |

| Việt Nam | Thái Lan |

| GK                  | 23 | Đặng Văn Lâm       |     |     |
| CB                  | 2  | Đỗ Duy Mạnh        |     | 58' |
| CB                  | 3  | Quế Ngọc Hải       | 40' |     |
| CB                  | 4  | Bùi Tiến Dũng      |     | 85' |
| RM                  | 13 | Hồ Tấn Tài         |     | 85' |
| CM                  | 14 | Nguyễn Hoàng Đức   | 52' |     |
| CM                  | 8  | Đỗ Hùng Dũng (c)   |     |     |
| CM                  | 19 | Nguyễn Quang Hải   |     | 79' |
| LM                  | 5  | Đoàn Văn Hậu       |     |     |
| CF                  | 18 | Phạm Tuấn Hải      |     | 58' |
| CF                  | 22 | Nguyễn Tiến Linh   |     |     |
| Vào sân thay người: |    |                    |     |     |
| DF                  | 12 | Bùi Hoàng Việt Anh |     | 58' |
| FW                  | 20 | Phan Văn Đức       |     | 58' |
| FW                  | 10 | Nguyễn Văn Quyết   |     | 79' |
| DF                  | 6  | Nguyễn Thanh Bình  |     | 85' |
| DF                  | 17 | Vũ Văn Thanh       |     | 85' |
| Huấn luyện viên:    |    |                    |     |     |
| Park Hang-seo       |    |                    |     |     |

| GK                  | 1  | Kampol Pathom-attakul    |     |     |
| CB                  | 12 | Kritsada Kaman           |     |     |
| CB                  | 4  | Pansa Hemviboon          |     |     |
| CB                  | 18 | Weerathep Pomphan        |     |     |
| RM                  | 15 | Suphanan Bureerat        |     |     |
| CM                  | 8  | Peeradon Chamratsamee    |     |     |
| CM                  | 3  | Theerathon Bunmathan (c) | 80' |     |
| CM                  | 6  | Sarach Yooyen            |     | 84' |
| LM                  | 2  | Sasalak Haiprakhon       | 69' |     |
| CF                  | 9  | Adisak Kraisorn          |     | 74' |
| CF                  | 21 | Poramet Arjvirai         |     | 79' |
| Vào sân thay người: |    |                          |     |     |
| MF                  | 17 | Ekanit Panya             |     | 74' |
| FW                  | 11 | Bordin Phala             |     | 79' |
| MF                  | 7  | Sumanya Purisai          |     | 84' |
| Huấn luyện viên:    |    |                          |     |     |
| Alexandré Pölking   |    |                          |     |     |

| Cầu thủ xuất sắc nhất trận đấu: Theerathon Bunmathan (Thái Lan) Trợ lý trọng tài: Park Kyun-yong (Hàn Quốc) Kang Dong-ho (Hàn Quốc) Trọng tài thứ tư: Thoriq Alkatiri (Indonesia) |

| Thống kê             | Việt Nam | Thái Lan |
| -------------------- | -------- | -------- |
| Bàn thắng            | 2        | 2        |
| Tổng số cú sút       | 12       | 9        |
| Số cú sút trúng đích | 6        | 5        |
| Kiểm soát bóng       | 54%      | 46%      |
| Phạt góc             | 3        | 1        |
| Phạm lỗi             | 11       | 7        |
| Việt vị              | 0        | 3        |
| Thẻ vàng             | 2        | 2        |
| Thẻ đỏ               | 0        | 0        |

### Lượt về
| Thái Lan         | 1–0                              | Việt Nam |
| ---------------- | -------------------------------- | -------- |
| - Theerathon 24' | Chi tiết (AFFMEC) Chi tiết (AFF) |          |

| Thái Lan | Việt Nam |

| GK                  | 1  | Kampol Pathom-attakul           |     |       |
| CB                  | 12 | Kritsada Kaman                  |     |       |
| CB                  | 4  | Pansa Hemviboon                 |     |       |
| CB                  | 18 | Weerathep Pomphan               |     | 87'   |
| RM                  | 15 | Suphanan Bureerat               | 84' |       |
| CM                  | 8  | Peeradon Chamratsamee 19' 90+5' |     |       |
| CM                  | 3  | Theerathon Bunmathan (c)        |     |       |
| CM                  | 6  | Sarach Yooyen                   |     | 73'   |
| LM                  | 2  | Sasalak Haiprakhon              |     | 90+1' |
| CF                  | 9  | Adisak Kraisorn                 |     | 73'   |
| CF                  | 21 | Poramet Arjvirai                |     | 73'   |
| Vào sân thay người: |    |                                 |     |       |
| FW                  | 11 | Bordin Phala                    | 77' | 73'   |
| DF                  | 16 | Jakkapan Praisuwan              |     | 73'   |
| MF                  | 17 | Ekanit Panya                    |     | 73'   |
| MF                  | 7  | Sumanya Purisai                 |     | 87'   |
| DF                  | 5  | Chalermsak Aukkee               |     | 90+1' |
| Huấn luyện viên:    |    |                                 |     |       |
| Alexandré Pölking   |    |                                 |     |       |

| GK                  | 23 | Đặng Văn Lâm       |     |     |
| CB                  | 12 | Bùi Hoàng Việt Anh |     | 46' |
| CB                  | 3  | Quế Ngọc Hải       | 86' |     |
| CB                  | 6  | Nguyễn Thanh Bình  | 89' |     |
| RM                  | 17 | Vũ Văn Thanh       | 29' | 68' |
| CM                  | 11 | Nguyễn Tuấn Anh    |     | 36' |
| CM                  | 8  | Đỗ Hùng Dũng (c)   |     | 75' |
| LM                  | 5  | Đoàn Văn Hậu       |     |     |
| AM                  | 14 | Nguyễn Hoàng Đức   |     |     |
| CF                  | 20 | Phan Văn Đức       | 39' | 46' |
| CF                  | 22 | Nguyễn Tiến Linh   | 59' |     |
| Vào sân thay người: |    |                    |     |     |
| MF                  | 19 | Nguyễn Quang Hải   |     | 36' |
| DF                  | 2  | Đỗ Duy Mạnh        |     | 46' |
| FW                  | 18 | Phạm Tuấn Hải      |     | 46' |
| DF                  | 16 | Nguyễn Thành Chung |     | 68' |
| FW                  | 9  | Nguyễn Văn Toàn    |     | 75' |
| Huấn luyện viên:    |    |                    |     |     |
| Park Hang-seo       |    |                    |     |     |

| Cầu thủ xuất sắc nhất trận đấu: Theerathon Bunmathan (Thái Lan) Trợ lý trọng tài: Nishihashi Isao (Nhật Bản) Takagi Takumi (Nhật Bản) Trọng tài thứ tư: Nazmi Nasaruddin (Malaysia) |

Thái Lan thắng với tổng tỉ số 3–2.